# Zhongli

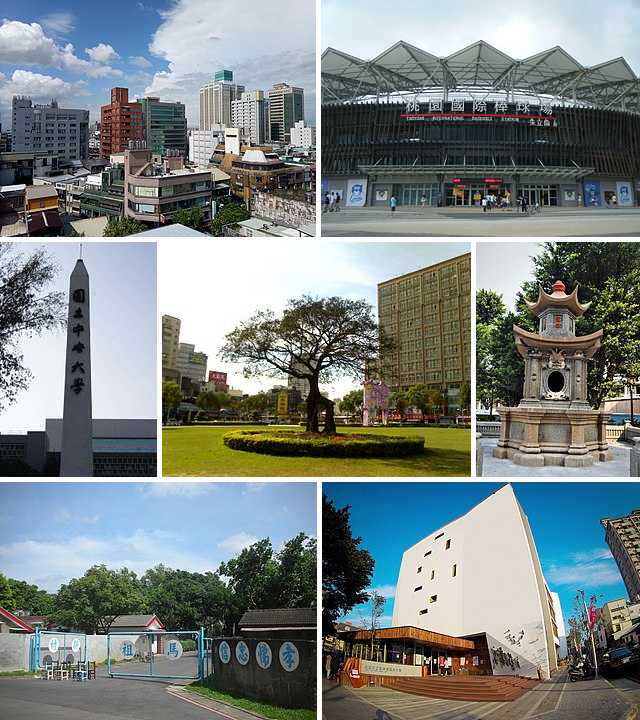

Zhongli (中壢市) (alternativt Jhongli eller Chungli) är en stad i Taiwan som är belägen cirka 35 kilometer sydväst om Taibei på öns norra del. Folkmängden uppgick till 365 109 invånare i slutet av 2009, på en yta av 76,52 kvadratkilometer. Zhongli bildar tillsammans med Taoyuan och tio andra städer och kommuner ett storstadsområde som hade 1 973 451 invånare 2009. 1977 inträffade den s.k. Zhongliincidenten (中壢事件, Zhōnglì shìjiàn), vilken var ett upplopp som kom att spela stor roll för Taiwans demokratiseringsprocess.